# Bruguera Equip
Bruguera Equip, és el nom donat a un equip de dibuixants i guionistes de còmics contractats per Editorial Bruguera que, als anys 70 i 80 es van dedicar, sense el consentiment de l'autor, a realitzar historietes "apòcrifes" dels personatges de Francisco Ibáñez, principalment de Mortadel·lo i Filemó. Oficialment, el nom de Bruguera Equip sorgeix a partir de 1985 quan Ibáñez va abandonar Bruguera per anar a publicar a l'Editorial Grijalbo, perdent durant un temps els drets dels seus personatges. Va desaparèixer el 1988 quan Ibáñez va signar un contracte amb el Grup Zeta, editorial que va comprar els drets de Bruguera.

## Dibuixants
El director artístic de l'editorial, Rafael González Martínez, va ser l'encarregat de crear un equip capaç de dibuixar totes les pàgines de Mortadel·lo que fossin necessàries, per raons comercials. Es va crear un estudi dirigit per Blas Sanchis Bonet on es contractava a tot el que sabés dibuixar i entintar. Els dibuixants cobraven un sou fix a qual s'hi afegien 500 pessetes més extra per cada pàgina a llapis i 1000 pessetes si era a llapis i tinta. Aquest equip es va començar a anomenar oficialment Bruguera Equip arran de la marxa d'Ibáñez de Bruguera.

## Guionistes
Bruguera no pagava drets d'autor als seus empleats i s'erigia en propietària de qualsevol personatge creat pels seus autors de còmic. De tota manera a l'editorial no li interessava gaire que se sabés que Ibáñez no era l'autor de totes les historietes de Mortadel·lo i Filemó. Curiosament, tot i que els dibuixants "apòcrifs" mai apareixien acreditats, sí que s'incloïa el nom d'alguns dels guionistes. De tota manera, molts d'ells han quedat en l'anonimat. Alguns dels guionistes que sí que van aparéixer acreditats van ser:
Jesús de Cos: Va començar a treballar a Bruguera el 1976, després de presentar-se en la seu de l'editorial com a resposta a una oferta laboral publicada a "La Vanguardia". De la seva entrada a Bruguera declara: «Jo tenia dinou anys i era estudiant. A les demandes d'ocupació de La Vanguardia vaig llegir un anunci: "Vol guanyar diners treballant a casa? Necessitem guionistes de còmic". Em vaig presentar a la llavors sèu de Bruguera, al carrer Camps i Fabrés, i em van fer una prova que consistia a escriure un guió de dues pàgines de Pepe Gotera y Otilio a partir d'un guió de mostra. Vaig fer la prova, al cap d'uns dies em van trucar i vaig anar a veure a Sanchis, el cap de l'estudi. Em va donar uns consells: pensar en les expectatives del lector, i deixar "l'augment del preu" per a més endavant. Però no vaig haver de refer el guió de prova i Sanchís em va encarregar més guions. Amb el preu sense augment, és clar. Però, sorpresa, m'havien acceptat.» Entre les historietes llargues que va escriure hi consten: En el país del Petrodólar, Que viene el fisco, A la caza del Chotta, La secta del Zum-Bhao, La médium Paquita i La història de diners.
- Jaume Ribera: Tot just va començar els estudis de Periodisme, amb només 18 anys, va començar a treballar per als còmics de l'Editorial Bruguera, arribant a fer guions de «pràcticament tots els personatges de la casa»,[5] signant també historietes d'El botones Sacarino i Mortadelo i Filemó.

- Francisco Pérez Navarro: Va començar a treballar a Bruguera a principis dels setanta i va realitzar historietes d'El botones Sacarino i Mortadelo i Filemó.

- Juan Martínez Osete: Va començar com entintador de  Pepsicola presenta a Pepsiman  per la revista Tío Vivo. Més tard va realitzar pàgines publicitàries on es promocionaven els cromos de  Mortadelo i Filemó: El medallón robado  que s'incloïen en els xiclets Dunkin. Ascendit a dibuixant de plantilla eln 1975, va arribar a produir unes cent pàgines de Mortadel·lo i Filemó i va col·laborar amb desenes de dibuixants de Bruguera Equip. També va realitzar historietes de Pepe Gotera y Otilio com la llarga  El castillo de los Pelhamcudy .[2]

- Sagasty: va ser cap de l'estudi gràfic (aspecte de les revistes) de Bruguera. Va participar en l'àlbum de cromos dels detectius el 1971 i va realitzar nombroses portades per a les revistes Súper Pulgarcito o Súper Mortadelo i els recopilatoris de la Col·lecció Olé o Súper Humor.[2]

- Miguel Ratera: va començar a treballar a Bruguera el 1979, amb 19 anys, escrivint i dibuixant Mortadelos apòcrifs.
- Ramon Maria Casanyes: un dels millors imitadors d'Ibáñez i al mateix temps, un dels artistes més recognoscibles, Ramon Maria Casanyes va començar la seva trajectòria professional a l'editorial Bruguera, on va entrar a treballar amb vint-i-un anys, el 1975.[6] Hi treballava realitzant pàgines anònimes de Mortadel·lo i Filemó, a l'equip de Blas Sanchis Bonet.[6]«Antoni Bancells Pujadas, el primer "negro" de Ibáñez» (en castellà).   Mortadelón, 01-11-2008. [Consulta: 4 maig 2020]. Va crear multitud d'historietes curtes (sempre acreditat només com a guionista, tot i realitzar-les íntegrament) i les següents historietes llargues per a la revista Mortadelo: Las criaturas de cera vivientes, El caso de los párvulos i La amenaza.

## Després del tancament de Bruguera
A finals de 1986 el Grup Zeta compra Bruguera, passant a formar part d'Ediciones B. El director de la nova línia de publicacions, Miguel Pellicer, va encarregar més material als treballadors de Bruguera Equip, ara anomenat Equip B. Francisco Ibáñez va demandar a Asensio, director del Grupo Zeta, per publicar els seus personatges sense pagar-li els drets d'autor.

## Fi del Bruguera Equip
A principis de 1988, Ibáñez va arribar a un acord amb el Grup Zeta i el Bruguera Equip es va dissoldre definitivament. L'última aventura del Bruguera Equip, interrompuda a la pàgina 32 pel tancament de l'editorial, va ser El Mundial de Mèxic amb guió de Jesús de Cos. Les pàgines realitzades van ser empaquetades i emmagatzemades als arxius d'Ediciones B i els fotolits es van destruir per evitar la seva reedició. L'única historieta llarga que va semblar salvar-se de la "crema" va ser El caso de los párvulos de Casanyes, que se segueix editant al número 38 de la Col·lecció Olé actual. Altres historietes curtes del mateix autor també han sobreviscut a la nova col·lecció com El antepasado, Henchidos de gloria, El botijo de la T.I.A. o El Can-bal, així com moltes que va dibuixar de Rompetechos.
Per celebrar la recuperació del control dels seus personatges Ibáñez va dibuixar a la portada del núm. 49 de la revista Mortadelo a aquest personatge disfressat de Tejero i s'hi deia que Mortadelo i Filemó havien tornat "de la mà i el llapis del "papi" Ibáñez". Tot i això, els estudiosos de l'obra de l'autor consideren que en aquesta època van intervenir altres mans en el dibuix de les historietes, encara que Ibáñez sempre ha negat qualsevol participació aliena, més enllà de l'entintat, un cop clausurat el Bruguera Equip.

## Títols
- En el país del Petrodólar
- La amenaza
- La historia del dinero (1980)
- Las criaturas de cera vivientes (1982)
- El caso de los párvulos (1982)
- El crecepelo infalible (1985)
- El Mundial de Méjico (1985)
- A la caza del Chotta (1985)
- La secta del Zum-Bhao (1985)
- Que viene el fisco (1985)
- Simón "el escurridizo" (1986)
- El profesor Probeta contraataca (1986)
- La médium Paquita (1987)
- El rayo transmutador (1987)
- La banda de Matt'usalén (1987)
- El lavador de cerebros (1987)
- La maldición gitana (1989)
- El profeta Jeremías (1989)
- El rescate botarate (1990)